# Abdelhakim Harkat
Abdelhakim Harkat –en árabe, عبد الحكيم حركات– (nacido el 4 de julio de 1968) es un deportista argelino que compitió en judo. Ganó una medalla de oro en el Campeonato Africano de Judo de 1996 en la categoría de –71 kg.

## Palmarés internacional
| Campeonato Africano | Campeonato Africano   | Campeonato Africano | Campeonato Africano |
| Año                 | Lugar                 | Medalla             | Categoría           |
| ------------------- | --------------------- | ------------------- | ------------------- |
| 1996                | Sudáfrica (Sudáfrica) | Medalla de oro      | –71 kg              |